# DFB-Pokal der Juniorinnen 2025/26
Der DFB-Pokal der Juniorinnen 2025/26 soll die zweite Austragung dieses Wettbewerbs werden.
Spielberechtigt sind neben den 25 B-Juniorinnen-Teams der Erst- und Zweitligisten der Saison 2025/26 auch 22 von den 21 Landesverbänden gemeldete Teams (eine Mannschaft pro Landesverband, mit Ausnahme von Mittelrhein), sowie die Regionalliga-Meister der vergangenen Saison. Insgesamt 16 Teams erhalten in der ersten Runde ein Freilos: Die B-Juniorinnen-Teams der Bundesligisten der Spielzeit 2024/25 sowie weitere vier per Los bestimmte Mannschaften überspringen die erste Runde und sind automatisch für die zweite Runde qualifiziert.

## Teilnehmer
| Aachen |

| Andernach |

| Augsburg |

| Aurich |

| Hertha |

| Union |

| Viktoria |

| Bochum |

| Werder Bremen |

| TV Eiche Horn |

| Cottbus |

| Dresden |

| Düsseldorf |

| Eimsbüttel |

| Elversberg |

| Essen |

| Frankfurt am Main |

| Freiburg im Breisgau |

| Gütersloh |

| Hamburg |

| Hegau |

| Hoffenheim |

| Ingolstadt |

| Issel |

| Jena |

| Karlsruhe |

| Kiel |

| Köln |

| Kottweiler-Schwanden |

| Leipzig |

| Leverkusen |

| Magdeburg |

| Mainhausen |

| Mainz |

| Meiningen |

| Menden |

| Meppen |

| Mönchen- gladbach |

| München |

| Münchingen |

| Nürnberg |

| Potsdam |

| Rostock |

| Saarbrücken |

| Willstätt-Sand |

| Stuttgart |

| Warbeyen |

| Wolfsburg |

| Vertreter der 21 Landesverbände: - Karlsruher SC (Baden) - TSV Schwaben Augsburg (Bayern) 1/ 2 - Hertha BSC (Berlin) 2 - Energie Cottbus (Brandenburg) - TV Eiche Horn (Bremen) - Eimsbütteler TV (Hamburg) 3 - JFV Seligenstadt-Zellhausen-Klein Welzheim (Hessen) 3 - Hansa Rostock (Mecklenburg-Vorpommern) - SV Menden 1912 (Mittelrhein) 4 - Alemannia Aachen (Mittelrhein) 5 - Fortuna Düsseldorf (Niederrhein) 3 - SpVg Aurich (Niedersachsen) 2 - TuS Issel (Rheinland) - SV Elversberg (Saarland) 6 - 1. FFC Fortuna Dresden (Sachsen) 2 - 1. FC Magdeburg (Sachsen-Anhalt) 7 - Holstein Kiel (Schleswig-Holstein) - Hegauer FV (Südbaden) 3 - SV Kottweiler-Schwanden (Südwest) 1/ 3 - ESV Lok Meiningen (Thüringen) - FSV Gütersloh 2009 (Westfalen) - TSV Münchingen (Württemberg) 3 | B-Juniorinnen-Teams der Bundesliga-Vereine: - FC Bayern München 1 - VfL Wolfsburg 1 - Eintracht Frankfurt 1 - Bayer 04 Leverkusen 1 - SC Freiburg 1 - TSG 1899 Hoffenheim 1 - Werder Bremen 1 - RB Leipzig 1 - SGS Essen 1 - 1. FC Köln 1 - FC Carl Zeiss Jena 1 - 1. FC Union Berlin - 1. FC Nürnberg - Hamburger SV B-Juniorinnen-Teams der Zweitliga-Vereine: - 1. FFC Turbine Potsdam 1 - SC Sand 1 - SV Meppen - VfL Bochum - FC Ingolstadt 04 - Borussia Mönchengladbach - SG 99 Andernach - FC Viktoria 1889 Berlin - VfR Warbeyen - 1. FSV Mainz 05 - VfB Stuttgart | Meister der Regionalliga West: - entfällt 5 Meister der Regionalliga Südwest: - 1. FC Saarbrücken 1 |

## 1. Runde
Alle B-Juniorinnen-Teams der Bundesliga-Vereine der vergangenen Saison erhielten ein Freilos. Der 1. FC Saarbrücken, SC Sand, TSV Schwaben Augsburg und SV Kottweiler-Schwanden erhielten ebenfalls ein per Los bestimmtes Freilos für die ersten Runde. Die Auslosung ergab folgende Begegnungen:
Gruppe Nord:
| Datum                         |                         | Ergebnis |                          |
| ----------------------------- | ----------------------- | -------- | ------------------------ |
| 13. September 2025, XX:XX Uhr | Eimsbütteler TV         | -:-      | Borussia Mönchengladbach |
| 13. September 2025, XX:XX Uhr | SpVg Aurich             | -:-      | VfL Bochum               |
| 13. September 2025, XX:XX Uhr | FC Viktoria 1889 Berlin | -:-      | Holstein Kiel            |
| 13. September 2025, XX:XX Uhr | TV Eiche Horn           | -:-      | 1. FC Union Berlin       |
| 13. September 2025, XX:XX Uhr | VfR Warbeyen            | -:-      | 1. FC Magdeburg          |
| 13. September 2025, XX:XX Uhr | SV Meppen               | -:-      | Hamburger SV             |
| 13. September 2025, XX:XX Uhr | FSV Gütersloh 2009      | -:-      | Fortuna Düsseldorf       |
| 13. September 2025, XX:XX Uhr | 1. FFC Fortuna Dresden  | -:-      | Hertha BSC               |
| 13. September 2025, XX:XX Uhr | Hansa Rostock           | -:-      | Energie Cottbus          |

 Gruppe Süd:
| Datum                         |                                            | Ergebnis |                   |
| ----------------------------- | ------------------------------------------ | -------- | ----------------- |
| 13. September 2025, XX:XX Uhr | TSV Münchingen                             | -:-      | 1. FC Nürnberg    |
| 13. September 2025, XX:XX Uhr | JFV Seligenstadt-Zellhausen-Klein Welzheim | -:-      | SV Elversberg     |
| 13. September 2025, XX:XX Uhr | FC Ingolstadt 04                           | -:-      | 1. FSV Mainz 05   |
| 13. September 2025, XX:XX Uhr | SV Menden 1912                             | -:-      | VfB Stuttgart     |
| 13. September 2025, XX:XX Uhr | Alemannia Aachen                           | -:-      | Karlsruher SC     |
| 13. September 2025, XX:XX Uhr | SG 99 Andernach                            | -:-      | TuS Issel         |
| 13. September 2025, XX:XX Uhr | Hegauer FV                                 | -:-      | ESV Lok Meiningen |